# Patrice Meneghini
Pour les articles homonymes, voir Meneghin.
Patrice Meneghini, né le 27 juillet 1948 à Beaucaire, est un raseteur français, double vainqueur de la Cocarde d'or.

## Biographie
Il rasette de la main gauche. Il ne commence qu'en 1972. Il est le frère de Christian Meneghini, qui a remporté le Gland d'or en 1979 et 1980. Il vit à Marsillargues.
Le 30 septembre 2013, il porte le cercueil de Patrick Castro pour un dernier hommage dans les arènes Francis San Juan à Lunel.

### Palmarès
- Cocarde d'or : 1974, 1976[5]
- Palme d'or : 1976[6]